# Classe Indomito (cacciatorpediniere 1955)
La classe Indomito fu la prima classe di cacciatorpediniere costruita in Italia dopo la seconda guerra mondiale. Sono risultate unità di buone prestazioni nautiche, con apparato motore assai flessibile ed avevano spiccate capacità antisommergibile, anche grazie alla elevata potenza a disposizione. Alla classe Indomito è seguita la classe Impavido, la prima classe di cacciatorpediniere lanciamissili costruita in Italia. Le unità della classe sono andate in disarmo nel 1983. Dopo la loro radiazione, le navi della classe Indomito vennero usate come bersaglio

## Caratteristiche
Le unità di questa classe per le loro caratteristiche ed armamento erano destinate al combattimento antinave (ASuW) e antisommergibile (ASW), ad azioni di bombardamento controcosta e di scorta a convogli e a formazioni navali. Le unità erano dotate di un apparato motore a caldaie, di tipo classico per l'epoca, ma efficace. Il suo armamento era di tipo artiglieresco, con torri due binate da 127/38mm, di cui una a prora ed una a poppa, e di sedici mitragliere antiaeree da 40mm in un due impianti quadrupli e quattro impianti binati posti ai lati. Erano presenti anche due lanciarazzi da 105mm per razzi illuminanti. L'armamento antisommergibile era costituito da due lanciasiluri tripli da 533mm, un lanciabombe di profondità di lunga gittata, quattro lanciabombe di corta gittata ed uno scaricabombe.
Sebbene le due unità siano state radiate nel 1983, nel tempo non fu effettuata alcuna modifica, sia dal punto di vista missilistico che riguardo all'installazione di un ponte di volo per elicottero.

## Le unità
Soltanto due furono le unità che vennero costruite:
| Marina Militare - Classe Indomito | Marina Militare - Classe Indomito | Marina Militare - Classe Indomito | Marina Militare - Classe Indomito | Marina Militare - Classe Indomito | Marina Militare - Classe Indomito | Marina Militare - Classe Indomito | Marina Militare - Classe Indomito |
| Matricola                         | Nome                              | Cantiere                          | Impostazione                      | Varo                              | entrata in servizio               | ITU                               | Radiazione                        |
| --------------------------------- | --------------------------------- | --------------------------------- | --------------------------------- | --------------------------------- | --------------------------------- | --------------------------------- | --------------------------------- |
| D 558                             | Impetuoso                         | Cantieri del Tirreno Riva Trigoso | 1952                              | 1956                              | 1957                              |                                   | 1983                              |
| D 559                             | Indomito                          | Ansaldo Livorno                   | 1952                              | 1955                              | 1956                              |                                   | 1983                              |

## Storia
I nomi Indomito e Impetuoso furono portati in passato da altre unità della Regia Marina:

### Impetuoso(D 558)
Il cacciatorpediniere Impetuoso (motto: Ad aspera impetus) è stata la terza unità a portare questo nome dopo un cacciatorpediniere del 1914 ed una torpediniera della classe Ciclone che in seguito alle vicende che seguirono l'armistizio dell'8 settembre 1943 fu tra le navi che raccolsero i naufraghi della Roma subito dopo il suo affondamento. Dopo aver trasportato i naufraghi alle Baleari, al momento di ripartire per ricongiungersi al resto della squadra navale e consegnarsi agli alleati a Malta, il comandante dell'unità, il capitano di corvetta Giuseppe Cigala Fulgosi, fece autoaffondare la nave.

### Indomito(D 559)
Il cacciatorpediniere Indomito (motto: Velut nomen sic corda) è stata la terza unità a portare questo nome, dopo che nella Regia Marina questo nome era stato dato a un cacciatorpediniere del 1913 e a una torpediniera della classe Ciclone che, al termine della seconda guerra mondiale, in base alle clausole del trattato di pace, venne ceduta, in conto riparazione danni di guerra, alla Jugoslavia e ribattezzata Boikovo  — rimase poi in servizio fino al 1971.
In occasione del disastroso terremoto di Agadir (marzo 1960), la nave, che stava svolgendo un'esercitazione NATO nell'alto Tirreno,fu dirottata a Civitavecchia per imbarcare viveri e medicinali ed inviata ad Agadir; la navigazione fino a Casablanca fu effettuata a 32 nodi.

## Immagine

Profilo, pianta e sezione
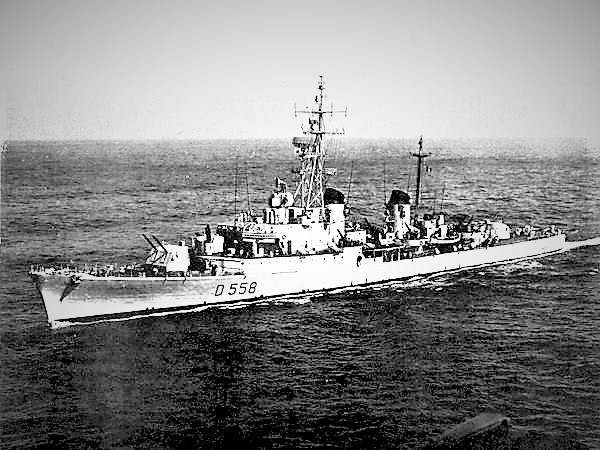
Cacciatorpediniere Impetuoso
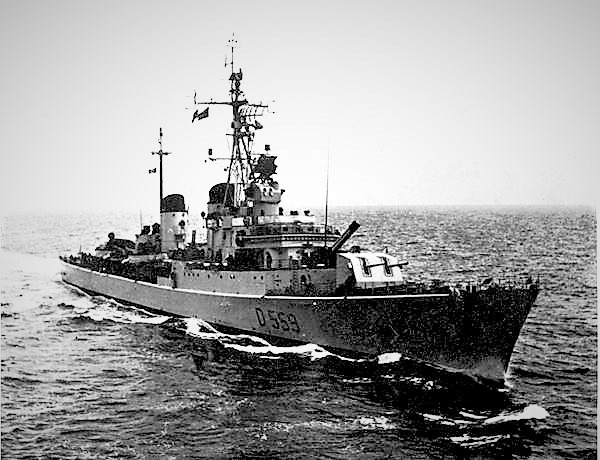
Cacciatorpediniere Indomito